# Conference Ouest 2002
La Conference Ouest 2002 è stata la 7ª edizione dell'omonimo torneo di football americano.
L'edizione è stata vinta dagli Dockers de Nantes sui Kangourous de Pessac.

## Squadre partecipanti
| Club                  | Città     | Stadio | Sponsor ufficiale | Risultato nella stagione 2001 |
| --------------------- | --------- | ------ | ----------------- | ----------------------------- |
| Caïmans72 du Mans     | Le Mans   |        |                   |                               |
| Chevaliers d'Orléans  | Orléans   |        |                   |                               |
| Dockers de Nantes     | Nantes    |        |                   |                               |
| Kangourous de Pessac  | Pessac    |        |                   |                               |
| Kelted Le Saint       | Le Saint  |        |                   |                               |
| Margouillats de Rezé  | Rezé      |        |                   |                               |
| Phénix de Limoges     | Limoges   |        |                   |                               |
| Pionniers de Touraine | Tours     |        |                   |                               |
| Pumas de Bourgneuf    | Bourgneuf |        |                   |                               |
| Sphinx de Pau         | Pau       |        |                   |                               |
| Yankees Angers        | Angers    |        |                   |                               |

## Stagione regolare

### Calendario

#### 1ª giornata
| 14 aprile 2002 | Chevaliers d'Orléans | v – p (a tavolino) | Pionniers de Touraine |  |

| 14 aprile 2002 | Dockers de Nantes | 30 – 0 | Margouillats de Rezé |  |

| 14 aprile 2002 | Pionniers de Touraine | p – v (a tavolino) | Margouillats de Rezé |  |

| 14 aprile 2002 | Chevaliers d'Orléans | 0 – 16 | Dockers de Nantes |  |

| 14 aprile 2002 | Dockers de Nantes | v – p (a tavolino) | Pionniers de Touraine |  |

| 14 aprile 2002 | Chevaliers d'Orléans | 30 – 0 | Margouillats de Rezé |  |

| 14 aprile 2002 | Kangourous de Pessac | v – p (a tavolino) | Pumas de Bourgneuf |  |

| 14 aprile 2002 | Sphinx de Pau | 32 – 6 | Phénix de Limoges |  |

| 14 aprile 2002 | Pumas de Bourgneuf | p – v (a tavolino) | Phénix de Limoges |  |

| 14 aprile 2002 | Kangourous de Pessac | 16 – 6 | Sphinx de Pau |  |

| 14 aprile 2002 | Sphinx de Pau | v – p (a tavolino) | Pumas de Bourgneuf |  |

| 14 aprile 2002 | Kangourous de Pessac | 38 – 6 | Phénix de Limoges |  |

| 14 aprile 2002 | Yankees Angers | 18 – 0 | Caïmans72 du Mans |  |

| 14 aprile 2002 | Caïmans72 du Mans | 8 – 12 | Kelted Le Saint |  |

| 14 aprile 2002 | Yankees Angers | 6 – 6 | Kelted Le Saint |  |

#### 2ª giornata
| 5 maggio 2002 | Margouillats de Rezé | 0 – 45 | Dockers de Nantes |  |

| 5 maggio 2002 | Pionniers de Touraine | p – v (a tavolino) | Chevaliers d'Orléans |  |

| 5 maggio 2002 | Dockers de Nantes | 52 – 0 | Chevaliers d'Orléans |  |

| 5 maggio 2002 | Margouillats de Rezé | v – p (a tavolino) | Pionniers de Touraine |  |

| 5 maggio 2002 | Pionniers de Touraine | p – v (a tavolino) | Dockers de Nantes |  |

| 5 maggio 2002 | Margouillats de Rezé | 0 – 20 | Chevaliers d'Orléans |  |

| 5 maggio 2002 | Phénix de Limoges | v – p (a tavolino) | Pumas de Bourgneuf |  |

| 5 maggio 2002 | Sphinx de Pau | p – v (a tavolino) | Kangourous de Pessac |  |

| 5 maggio 2002 | Pumas de Bourgneuf | p – v (a tavolino) | Kangourous de Pessac |  |

| 5 maggio 2002 | Phénix de Limoges | v – p (a tavolino) | Sphinx de Pau |  |

| 5 maggio 2002 | Pumas de Bourgneuf | p – v (a tavolino) | Sphinx de Pau |  |

| 5 maggio 2002 | Phénix de Limoges | 0 – 42 | Kangourous de Pessac |  |

| 5 maggio 2002 | Kelted Le Saint | 22 – 0 | Yankees Angers |  |

| 5 maggio 2002 | Caïmans72 du Mans | 18 – 0 | Yankees Angers |  |

| 5 maggio 2002 | Kelted Le Saint | 14 – 6 | Caïmans72 du Mans |  |

### Classifiche
Le classifiche della regular season sono le seguenti:
- PCT = percentuale di vittorie, G = partite giocate, V = partite vinte,  P = partite perse, PF = punti fatti, PS = punti subiti

#### Girone A
| Pos. | Squadra           | PCT  | G | V | N | P | PF | PS |
| ---- | ----------------- | ---- | - | - | - | - | -- | -- |
| 1    | Kelted Le Saint   | .875 | 4 | 3 | 1 | 0 | 54 | 20 |
| 2    | Yankees Angers    | .375 | 4 | 1 | 1 | 2 | 24 | 46 |
| 3    | Caïmans72 du Mans | .250 | 4 | 1 | 0 | 3 | 32 | 44 |

#### Girone B
| Pos. | Squadra               | PCT   | G | V | N | P | PF  | PS  |
| ---- | --------------------- | ----- | - | - | - | - | --- | --- |
| 1    | Dockers de Nantes     | 1.000 | 4 | 4 | 0 | 0 | 143 | 0   |
| 2    | Chevaliers d'Orléans  | .500  | 4 | 2 | 0 | 2 | 50  | 68  |
| 3    | Margouillats de Rezé  | .000  | 4 | 0 | 0 | 4 | 0   | 125 |
| -    | Pionniers de Touraine | -     | - | - | - | - | -   | -   |

#### Girone C
| Pos. | Squadra              | PCT   | G | V | N | P | PF  | PS  |
| ---- | -------------------- | ----- | - | - | - | - | --- | --- |
| 1    | Kangourous de Pessac | 1.000 | 4 | 4 | 0 | 0 | 114 | 12  |
| 2    | Phénix de Limoges    | .250  | 4 | 1 | 0 | 3 | 30  | 112 |
| 3    | Sphinx de Pau        | .250  | 4 | 1 | 0 | 3 | 38  | 58  |
| -    | Pumas de Bourgneuf   | -     | - | - | - | - | -   | -   |

## Playoff

### Tabellone
|  | Quarti di finale     | Quarti di finale     |                      |                | Semifinali           | Semifinali           |  |  | Ouest Bowl VII | Ouest Bowl VII |
|  |                      |                      |                      |                |                      |                      |  |  |                |                |
|  | 26 maggio 2002       |                      |                      |                |                      |                      |  |  |                |                |
|  |                      |                      |                      |                |                      |                      |  |  |                |                |
|  | Dockers de Nantes    | v                    |                      |                |                      |                      |  |  |                |                |
|  | Dockers de Nantes    | v                    | 26 maggio 2002       |                |                      |                      |  |  |                |                |
|  | Sphinx de Pau        | p d.g.s.             |                      |                |                      |                      |  |  |                |                |
|  | Sphinx de Pau        | p d.g.s.             | Dockers de Nantes    | 14             |                      |                      |  |  |                |                |
|  | 26 maggio 2002       |                      | Dockers de Nantes    | 14             |                      |                      |  |  |                |                |
|  |                      | Kelted Le Saint      | 0                    |                |                      |                      |  |  |                |                |
|  | Kelted Le Saint      | Kelted Le Saint      | 0                    | v              |                      |                      |  |  |                |                |
|  | Kelted Le Saint      |                      | 26 maggio 2002       | v              |                      |                      |  |  |                |                |
|  | Chevaliers d'Orléans | p d.g.s.             |                      |                |                      |                      |  |  |                |                |
|  | Chevaliers d'Orléans | p d.g.s.             | Dockers de Nantes    | 24             |                      |                      |  |  |                |                |
|  | 26 maggio 2002       |                      | Dockers de Nantes    | 24             |                      |                      |  |  |                |                |
|  |                      | Kangourous de Pessac | 0                    |                |                      |                      |  |  |                |                |
|  | Kangourous de Pessac | Kangourous de Pessac | 0                    | 14             |                      |                      |  |  |                |                |
|  | Kangourous de Pessac | 26 maggio 2002       |                      | 14             |                      |                      |  |  |                |                |
|  | Margouillats de Rezé | 8                    |                      |                |                      |                      |  |  |                |                |
|  | Margouillats de Rezé | 8                    | Kangourous de Pessac | 20             | Finale 3º - 4º posto | Finale 3º - 4º posto |  |  |                |                |
|  | 26 maggio 2002       |                      | Kangourous de Pessac | 20             | Finale 3º - 4º posto | Finale 3º - 4º posto |  |  |                |                |
|  |                      | Yankees Angers       | 6                    |                |                      |                      |  |  |                |                |
|  | Yankees Angers       | Yankees Angers       | 6                    | 14             | Kelted Le Saint      | 14                   |  |  |                |                |
|  | Yankees Angers       |                      |                      | 14             | Kelted Le Saint      | 14                   |  |  |                |                |
|  | Phénix de Limoges    | 6                    |                      | Yankees Angers | 8                    |                      |  |  |                |                |
|  | Phénix de Limoges    | 6                    |                      |                | 8                    |                      |  |  |                |                |
|  |                      |                      |                      |                |                      |                      |  |  | 26 maggio 2002 |                |
|  |                      |                      |                      |                |                      |                      |  |  |                |                |

|  | Finale 5º - 6º posto |                      |   |  |
|  |                      |                      |   |  |
|  | Margouillats de Rezé | Margouillats de Rezé | 0 |  |
|  | Phénix de Limoges    | Phénix de Limoges    | 6 |  |

### Quarti di finale
| 26 maggio 2002 | Dockers de Nantes | v – p (a tavolino) | Sphinx de Pau |  |

| 26 maggio 2002 | Kelted Le Saint | v – p (a tavolino) | Chevaliers d'Orléans |  |

| 26 maggio 2002 | Kangourous de Pessac | 14 – 8 | Margouillats de Rezé |  |

| 26 maggio 2002 | Yankees Angers | 14 – 6 | Phénix de Limoges |  |

### Semifinali
| 26 maggio 2002 | Dockers de Nantes | 14 – 0 | Kelted Le Saint |  |

| 26 maggio 2002 | Kangourous de Pessac | 20 – 6 | Yankees Angers |  |

### Finale 5º - 6º posto
| 26 maggio 2002 | Margouillats de Rezé | 0 – 6 | Phénix de Limoges |  |

### Finale 3º - 4º posto
| 26 maggio 2002 | Kelted Le Saint | 14 – 8 | Yankees Angers |  |

### Ouest Bowl VII
| 26 maggio 2002 | Dockers de Nantes | 24 – 0 | Kangourous de Pessac |  |

## Verdetti
- Dockers de Nantes vincitori dell'Ouest Bowl 2002